# Lensk
Lensk (Russisch: Ленск; Jakoets: Мухтуйа, Muxtuya) is een stad in de Russische autonome republiek Jakoetië. De stad ligt aan de rivier de Lena (Ле́на), 840 kilometer ten westen van Jakoetsk.

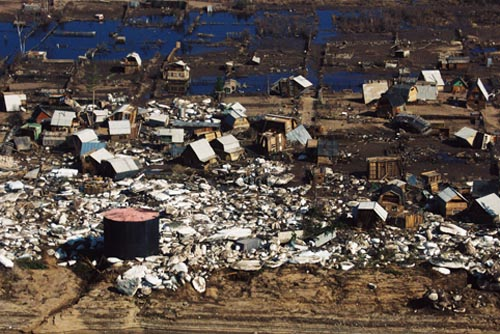
Lensk na de vloed van 2001

De nederzetting werd gesticht in 1663. Zijn huidige naam en de stadsstatus werden in 1963 verkregen. In de 19e en begin 20e eeuw was de stad een verbanningsoord voor politieke gevangenen. Lensk kende een grote groei gedurende de 20e eeuw na de ontdekking en ontginning van diamanten in het gebied. Lensk is de stad het dichtst bij de Mirmijn. Als resultaat werd de haven op de Lena verder ontwikkeld, en werden wegen naar de mijnontginningen aangelegd. In 2001 kwam de stad in het nieuws toen stuwijs zorgde voor een overstroming van bijna de gehele stad. Vele huizen stortten in. Na de ramp werd de stad weer opgebouwd.
Naast mijnbouw is ook bosbouw en houtbewerking belangrijk voor de economie van Lensk.
Lensk heeft een luchthaven.
| 1939  | 1959  | 1979   | 1989   | 2002   |
| ----- | ----- | ------ | ------ | ------ |
| 2.200 | 7.500 | 24.000 | 30.260 | 24.558 |

## Geografie

### Klimaat
| Maand                       | jan   | feb   | mrt   | apr   | mei   | jun  | jul  | aug  | sep   | okt   | nov   | dec   | Jaar  |
| --------------------------- | ----- | ----- | ----- | ----- | ----- | ---- | ---- | ---- | ----- | ----- | ----- | ----- | ----- |
| Hoogste maximum (°C)        | −1,0  | 1,0   | 12,6  | 18,9  | 33,4  | 36,2 | 37,3 | 36,3 | 25,1  | 17,1  | 5,7   | −0,1  | 37,3  |
| Gemiddeld maximum (°C)      | −24,8 | −18,5 | −7,2  | 3,2   | 12,8  | 22,1 | 24,6 | 20,8 | 11,1  | −0,9  | −15,2 | −23,9 | 0,3   |
| Gemiddelde temperatuur (°C) | −28,8 | −24,1 | −14,6 | −3,5  | 6,4   | 14,8 | 17,8 | 14,4 | 6,2   | −4,8  | −19,5 | −28,0 | −5,3  |
| Gemiddeld minimum (°C)      | −32,9 | −29,6 | −21,9 | −10,3 | 0,0   | 7,4  | 11,1 | 8,0  | 1,2   | −8,7  | −23,8 | −32,1 | −11,0 |
| Laagste minimum (°C)        | −55,8 | −54,2 | −44,2 | −33,2 | −12,8 | −5,2 | 0,1  | −5,5 | −12,4 | −30,8 | −49,1 | −53,3 | −55,8 |
|                             |       |       |       |       |       |      |      |      |       |       |       |       |       |
| Neerslag (mm)               | 19,6  | 14,8  | 13,9  | 17,3  | 30,1  | 46,4 | 62,3 | 62,0 | 44,4  | 35,9  | 30,8  | 22,0  | 399,5 |
| Bron: Погода и климат Ленск |       |       |       |       |       |      |      |      |       |       |       |       |       |

Oeloesen: Abyjski · Aldanski · Allaichovski · Amginski · Anabarski · Boeloenski · Verchneviljoejski · Verchnekolymski · Verchojanski · Viljoejski · Gorny · Zjiganski · Kobjajski · Lenski · Megino-Kangalasski · Mirninski · Momski · Namski · Nerjoengrinski · Nizjnekolymski · Njoerbinski · Ojmjakonski · Olenjokski · Oljokminski · Srednekolymski · Soentarski · Tattinski · Tomponski · Oest-Aldanski · Oest-Majski · Oest-Janski · Changalasski · Tsjoeraptsjinski · Eveno-Bytantajski

Bestuurlijk centrum: Jakoetsk

Grote steden: Aldan · Lensk · Mirny · Nerjoengri · Njoerba · Oedatsjny · Oljokminsk · Pokrovsk · Srednekolymsk · Tommot · Verchojansk · Viljoejsk